# شركة مصافي عدن
تأسست شركة مصافي عدن بموجب القانون رقم (15) لعام 1977م لتكون المسؤولة والمشغلة لمصفاة عدن ومنافعها وملحقاتها الواقعة في عدن الصغرى، البريقة وكذلك لإدارة عدن لتموين البواخر بالوقود الواقعة في التواهي، عدن، بعد أن آلت ملكية هذه المصفاة بجميع منافعها وملحقاتها إلى الدولة الجنوبية في عدن في مايو 1977م من مالكها الأول شركة الزيت البريطانية المحدودة (BP) التي أنشأت هذه المصفاة بأكملها في الأعوام 1952م - 1954م  وبدأت بتشغيلها في يوليو 1954م بطاقة تكريرية تصل إلى 150 ألف برميل في اليوم (نفط الكويت).

## التصميم
وقد صممت هذه المصفاة لتكرير النفط الثقيل (كنفط الكويت) ولتنتج المنتجات التالية :
1.وقود السفن.
2.مازوت خفيف.
3.ديزل ثقيل (بحري).
4.بنزين.
5.كيروسين.
6.سولار.
7.وقود لاستعمال المصفاة.
8.وقود المحركات النفاثة.
9.وقود آلات ثقيلة.

## التكوين
فقد تكونت هذه المصفاة عند انشائها من عدة وحدات ومنافع وملحقات، أهمها :
- وحدتان متطابقتان للتقطير الجوي بطاقة 75 ألف برميل في اليوم (نفط الكويت) للواحدة.
- وحدة تهذيب البنزين بطاقة 12000 برميل في اليوم.
- وحدة ثاني أكسيد الكبريت بطاقة : 8800 برميل في اليوم.
- وحدة الاوتوفاينر بطاقة : 3000 برميل في اليوم.

### وحدات التحلية
- 4 وحدات كوبركلورايد بطاقة 6000 برميل في اليوم للواحدة.
- 4 وحدات سولوتايزر بطاقة 6000 برميل في اليوم للواحدة.

### محطة الطاقة
- لتوليد الكهرباء : 3 مولدات بطاقة 7.5 ميجاوات للواحد.
- لإنتاج البخار : 4 غلايات بسعة 160 ألف رطل في الساعة للواحدة.
- للتموين بمياة التبريد : 3.3 مليون جالون في الساعة.

- حقل الخزانات : للنفط الخام والمشتقات النفطية، بسعة إجمالية حوالي : 75. 0 مليون طن.
- ميـناء الـزيت : 4 مراسي بطاقات مختلفة للشحن والتفريغ للنفط الخام والمشتقات النفطية باستخدام الخراطيم المطاطية :
الطاقة الأدنى : 32 ألف طن حمولة ; الطاقة الأقصى :65 ألف طن
- محطات الضخ وشبكة أنابيب الوصل وكذلك خط أنابيب زيت عدن.
- شركة BP عدن المحدودة بالتواهي (حالياً : إدارة عدن لتموين البواخر بالوقود).
- مركز تدريب مهني وتقني.
- ورشة رئيسة لصيانة الآلات والمعدات.
- مستشفى المصافي بسعة 100 سرير.
- أندية اجتماعية ورياضية خاصة بالمصافي.

## الأدوار
ولكونها المسؤولة والمشغلة لهذه المصفاة المذكورة أعلاه وُضعَتْ لشركة مصافي عدن عدة أدوار اقتصادية واجتماعية وإستراتيجية لتقوم بها وتقدمها للبلد والدولة، أهم وأبرز هذه الأدوار ما يلي :-
- تكرير النفط الخام وتموين السوق المحلية بالمشتقات النفطية.
- خزن النفط الخام والمشتقات النفطية للغير.
- تملّك وإدارة وتشغيل ناقلات النفط وتأجير واستئجار الناقلات عند الطلب والحاجة.
- نقل النفط الخام من موانئ التصدير في دولة الجنوب إلى المصفاة ونقل المشتقات النفطية من المصفاة إلى الموانئ الجنوبية.
- المتاجرة بالمشتقات النفطية محلياً وخارجياً بما يؤمّن احتياجات السوق المحلية من هذه المشتقات.
- توفير المنافع اللازمة لتشغيل المصفاة من كهرباء وبخار وغيرها.
- بيع وقود البواخر مباشرة أو بواسطة الغير.
- التخطيط والتنفيذ بشأن ترميم وتحديث وتطوير المصفاة بما يمكنها من المنافسة في الأسواق العالمية من المنتجات والمصنوعات التي يدخل النفط في تركيبها ومتطلباتها.
- تدريب وتطوير الأيدي العاملة والكوادر فنياً وإدارياً.
- إدارة وتشغيل مستشفى المصافي لعلاج العاملين وأسرهم.
- إدارة وتشغيل الاندية الاجتماعية الخاصة بالعالمين لدى المصفاة.
- ضمان سيادة الدولة في هذا المجال ضمن الإستراتيجية العامة للبلاد.

## الأداء
وخلال مشوارها الطويل في الأداء والقيام بالمسؤولية والتشغيل الغير منقطع للمصفاة (والذي تمكنت فيه من التكرير الناجح لعدة أنواع من النفط الخام من مختلف المنابع كالشرق الأوسط، شمال أفريقيا، روسيا وإيران ثم المحلي «نفط مأرب الخفيف» والذي استقرت على تكريره منذ وصوله إليها منتصف التسعينات من القرن الماضي) وفي 2016 استقبلت وللمرة الأولی نفط المسيلة وكررته. استطاعت شركة مصافي عدن من وضع اسمها ضمن الشركات المشهود لها بالمنطقة في مجال التكرير وكسبت سمعة وثقة جيدتين داخلياً وخارجياً وقامت بالإيفاء بالتزاماتها وفقا للأدوار المناطة بها.
1. ↑  الغد، عدن. "ملفات وتحقيقات - تقرير: من يعطل عودة مصافي عدن؟!". www.adengad.net. اطلع عليه بتاريخ 2024-01-28.
2. ↑  "انضمام باخرة تموين حديثة إلى أسطول شركة مصافي عدن". yemen-nic.info. اطلع عليه بتاريخ 2024-01-28.